# Temporada 1975 del Campeonato de España de Rally
La temporada 1975 fue la edición 19.ª del Campeonato de España de Rally. El calendario estaba compuesto de quince pruebas puntuables de las cuales el Rally Costa Brava, Firestone y Rally de España eran puntuables para el campeonato de Europa. Además se incluyeron cuatro pruebas del extranjero que también sumaban puntos para el campeonato: 24 Heures D'Ypres, Polsky Rally, Rally de Portugal y Rally Di San Martino Dicastrozza.

## Calendario
| N.º | Fecha                   | Rally                                              | Superficie     | Series |
| --- | ----------------------- | -------------------------------------------------- | -------------- | ------ |
| 1   | 14-16 de febrero        | 23.º Rally Costa Brava                             | Asfalto/tierra | Europa |
| 2   | 1-2 de marzo            | 16.º Rally Fallas                                  | Asfalto        |        |
| 3   | 8-9 de marzo            | 5.º Critérium Montseny-Guilleries                  | Asfalto/nieve  |        |
| 4   | 21-23 de marzo          | 9.º Rally Firestone                                | Asfalto        | Europa |
| 5   | 5-6 de abril            | 16.º Rallye Vasco Navarro                          | Asfalto        |        |
| 6   | 31 de mayo - 1 de junio | 12.º Critérium Luis de Baviera                     | Asfalto/tierra |        |
| 7   | 21-22 de junio          | 8.º Rally de Orense                                | Asfalto        |        |
| 8   | 26-27 de julio          | 3.º Rally Islas Canarias                           | Asfalto/tierra |        |
| 9   | 6-8 de septiembre       | 12.º Rally de Asturias-Ilmo. Ayuntamiento de Gijón | Asfalto        |        |
| 10  | 17-21 de septiembre     | 7.º Rally del Sherry                               | Asfalto/tierra |        |
| 11  | 4-5 de octubre          | 6.º Rally Ciudad del Ferrol                        | Asfalto        |        |
| 12  | 24-26 de octubre        | 23.º RACE Rallye de España                         | Asfalto/tierra | Europa |
| 13  | 8-9 de noviembre        | 17.º Rally 2000 Virajes                            | Asfalto        |        |
| 14  | 29-30 de noviembre      | 11.º Rally Cataluña-Rally de las Cavas             | Asfalto        |        |
| 15  | 6-8 de diciembre        | 12.º Rally Internacional Costa del Sol             | Asfalto        |        |

### Calendario femenino
| N.º | Fecha             | Rally                                        |
| --- | ----------------- | -------------------------------------------- |
| 1   | 9 de febrero      | 4º Rallye Femenino de Primavera              |
| 2   | 1-2 de marzo      | 16º Rallye Fallas                            |
| 3   | 16 de marzo       | 17º Carrera en cuesta a Montserrat           |
| 4   | 13 de abril       | 3º Subida al Túnel de la Cumbre              |
| 5   | 20 de abril       | 1º Rallye Isla de La Palma                   |
| 6   | 31 de mayo        | 2º Rallye Femenino de Jerez                  |
| 7   | 8 de junio        | 3º Subida a Castro de Beiro                  |
| 8   | 15 de junio       | 5º Critérium de Rioja                        |
| 9   | 21-22 de junio    | 8º Rallye de Orense                          |
| 10  | 13 de julio       | 5º Subida al Puerto del Pico                 |
| 11  | 20 de julio       | 5º Subida al Fito                            |
| 12  | 7-8 de septiembre | 12º Rallye de Asturias                       |
| 13  | 21 de septiembre  | 4º Subida Automovilística al Monte Jaizkibel |
| 14  | 28 de septiembre  | 5º Trofeo FRAL                               |
| 15  | 24-26 de octubre  | 23º Rallye de España                         |
| 16  | 2 de noviembre    | 4º Subida Gruta de las Maravillas            |
| 17  | 6-8 de diciembre  | 12º Rallye Internacional Costa del Sol       |

## Equipos
| Equipo                    | Vehículo                 | Piloto                | Copiloto                  | Rondas            |
| Equipos oficiales         | Equipos oficiales        | Equipos oficiales     | Equipos oficiales         | Equipos oficiales |
| ------------------------- | ------------------------ | --------------------- | ------------------------- | ----------------- |
| SEAT competición          | SEAT 1430-1800           | Antonio Zanini        | Eduardo Martínez Adam     | 3-5, 9-14         |
| SEAT competición          | SEAT 1430-1800           | Antonio Zanini        | Jordi Sabater             | 1                 |
| SEAT competición          | SEAT 1430-1800           | Salvador Cañellas     | Jordi Sabater             | 4                 |
| SEAT competición          | SEAT 1430-1800           | Salvador Cañellas     | Daniel Ferrater           | 1-3, 6, 9-14      |
| FASA-Renault              | Alpine Renault A110-1800 | Juan Carlos Pradera   | Juan José Petisco         | 1-4, 6, 9-12, 14  |
| FASA-Renault              | Alpine Renault A110-1800 | Lucas Sainz           | José Zorrita              | 6-7, 9, 12        |
| Equipos privados          |                          |                       |                           |                   |
|                           | Porsche 911 Carrera RS   | Marc Etchebers        | María-Christine Etchebers | 2-7, 9-15         |
| BMW 2002 Tii              | Ignacio Lewin            | Marc Etchebers        | 13                        |                   |
| Motor Club Sabadell       | Alfa Romeo 2000 GTV      | Claudi Caba           | Miguel Galofré            | 1, 4, 7, 12       |
| Motor Club Sabadell       | Alfa Romeo 2000 GTV      | Claudi Caba           | Joan Aymamí               | 3, 6, 13          |
| Escudería Box Competition | Alfa Romeo 2000 GTV      | Claudi Caba           | Joan Aymamí               | 14                |
| Escudería Palmera         | Ford Escort RS 1600 MKI  | Fernando Lezama       | Javier Arnáiz             | 7                 |
| Escudería Palmera         | SEAT 1430-1800           | Fernando Lezama       | Juan Manuel Abans         | 10, 15            |
| Escudería Kent            | Simca 1200 S             | José Antonio Zorrilla | Begoña Kaibel             | 2, 4, 6-7, 15     |
| Escudería Ourense         | BMW 2002 Tii             | Estanislao Reverter   | José Luis Sala            | 6                 |
| Escudería Ourense         | BMW 2002 Tii             | Estanislao Reverter   | Antonio Doural            | 12                |
| Escudería Ourense         | Alpinche                 | Estanislao Reverter   | ?                         | 9                 |
|                           | SEAT 1430-1600           | Ricardo Muñoz         | Javier Bueno              | 4                 |
| Citroën GS                | Carlos Moreno            | Ricardo Muñoz         | 6, 12                     |                   |

## Resultados

### Campeonato de pilotos
| Pos. | Piloto                  | RCB | FAL | CMG | FIR | RVN | CLB | OUR | CAN | AST | SHE | FER | ESP | 2VI | CAT | CDS | Puntos |
| ---- | ----------------------- | --- | --- | --- | --- | --- | --- | --- | --- | --- | --- | --- | --- | --- | --- | --- | ------ |
| 1.   | Antonio Zanini          | 2   |     | 1   | Ret | EXC |     |     |     | 1   | 1   | 4   | 1   | Ret | 1   |     | 410,4  |
| 2.   | Marc Etchebers          |     | 3   | 6   | 4   | 1   | 4   | 1   |     | ?   | Ret | 1   | 4   | 1   | 3   | 1   | 394    |
| 3.   | Salvador Cañellas       | Ret | 1   | Ret | Ret |     | Ret |     |     | 2   | 2   | 5   | 3   | 5   | 2   |     | 367,2  |
| 4.   | Juan Carlos Pradera     | 1   | 2   | Ret | Ret |     | Ret |     |     | Ret | Ret | 2   | Ret |     | 5   |     | 271,8  |
| 5.   | Claudi Caba             | 4   |     | 9   | 8   |     | Ret | 10  |     |     |     |     | 8   | 8   | Ret |     | 190,4  |
| 6.   | Fernando Lezama         |     |     |     |     |     |     | 4   |     |     | 6   |     |     |     |     | 2   | 148,8  |
| 7.   | José Antonio Zorrilla   |     | ?   |     | 6   |     | 8   | 12  |     |     |     |     |     |     |     | ?   | 127    |
| 8.   | Estanislao Reverter     |     |     |     | Ret |     | 1   |     |     |     |     |     | Ret |     |     |     | 124    |
| 9.   | Lucas Sainz             |     |     |     |     |     | 2   | 5   |     | Ret |     |     | 2   |     |     |     | 122    |
| 10.  | Ricardo Muñoz           |     |     |     | 9   |     | 11  |     |     |     |     |     |     |     |     |     | 108,6  |
|      | Hasta 156 clasificados. |     |     |     |     |     |     |     |     |     |     |     |     |     |     |     |        |

### Campeonato de marcas
| Pos. | Marca            | Puntos |
| ---- | ---------------- | ------ |
| 1.   | SEAT             | 146    |
| 2.   | Chrysler España  | 71     |
| 3.   | Leyland Authi    | 26     |
| 4.   | Citroën Hispania | 12     |
| 5.   | FASA Renault     | 3      |

### Campeonato de copilotos
| 1. | Eduardo Martínez-Adam     | 115,2 |
| 2. | María-Christine Etchebers | 106,6 |
| 3. | Daniel Ferrater           | 94    |
| 4. | Juan José Petisco         | 53    |
| 5. | Ignacio Lewin             | 39    |
|    | Hasta 38 clasificados.    |       |

### Campeonato femenino
| Pos. | Piloto                 | Puntos |
| ---- | ---------------------- | ------ |
| 1.   | Marisol Rodríguez Mesa | 168    |
| 2.   | María Jesús Acha       | 122    |
| 3.   | Hortensia Hernández    | 68     |
| 4.   | María Saiz             | 45     |
| 5.   | Nuria Llopis           | 36     |
|      | Hasta 16 clasificadas. |        |

### Campeonato de copilotos femeninos
| Pos. | Piloto                    | Puntos |
| ---- | ------------------------- | ------ |
| 1.   | M.ª Teresa Rodríguez Mesa | 156    |
| 2.   | Paloma Miranda            | 88     |
| 3.   | Nuria Llopis              | 48     |
| 4.   | Paloma Landete            | 36     |
|      | Hasta 16 clasificadas.    |        |

### Challenge Michelin
| Pos. | Piloto              | Puntos |
| ---- | ------------------- | ------ |
| 1.   | Marc Etchebers      | 104    |
| 2.   | Antonio Zanini      | 87     |
| 3.   | Salvador Cañellas   | 56     |
| 4.   | Juan Carlos Pradera | 33     |
| 5.   | Lucas Sainz         | 20     |

### Desafío Simca
| Pos. | Piloto                 | Puntos |
| ---- | ---------------------- | ------ |
| 1.   | José Antonio Zorrilla  | 651,6  |
| 2.   | José Cortada           | 500    |
| 3.   | J. Torres              | 475,8  |
| 4.   | J. Ignacio Uriarte     | 391,6  |
| 5.   | Guillermo O'Shea       | 363,6  |
| 6.   | Juan Ignacio Canela    | 347,2  |
| 7.   | Ángel Bachiller        | 278,8  |
| 8.   | Félix Maquirriain      | 266,2  |
| 9.   | Manuel Juncosa         | 197,4  |
| 10.  | F. Surinyach           | 185,2  |
|      | Hasta 89 clasificados. |        |

### Desafío Simca 1000 Special
| Pos. | Piloto              | Puntos |
| ---- | ------------------- | ------ |
| 1.   | Juan Ignacio Canela | 380,4  |
| 2.   | Manuel Juncosa      | 364,4  |
| 3.   | R. Soler            | 205,2  |